# Козак Ярема Едвардович
Ярема Едвардович Коза́к (англ. Jerome Kozak; 17 квітня 1941, Краків — 16 січня 2016) — американський художник і педагог українського походження. Син художника Едварда Козака, брат художника Юрія Козака.

## Життєпис
Народився 17 квітня 1941 року в місті Кракові (нині Польща). З батьками переїхав до Німеччини, де перші повоєнні роки вся його сім'я перебула в таборах для переміщених осіб у німецьких містах Карлсфельді та Берхтесгадені. З 1949 року — у Сполучених Штатах Америки.
Протягом 1964—1971 років навчався у Вейнському університеті, по закінченні якого здобув ступінь магістра мистецтвознавства. Водночас у 1968—1975 роках у Детройті, при місцевому Культурно-громадському клубі, очолював мистецьку школу для молоді. 1965 року взяв шлюб з Христиною Байко. Виховав двох дітей — Ксеню та Іринея.
Помер 16 січня 2016 року.

## Творчість
Працював у галузях станкового (малював олією і аквареллю; автор пейзажів, натюрмортів, напівабстрактних та абстрактних композицій) та монументального живопису, книжкової та газетно-журнальної графіки, іконопису. Серед живописних робіт:
- «На пляжі» (1967);
- «Хвилі» (1970-ті);
- «Соняшники» (1973);
- «Скелі» (1980);
- «Дерево» (кілька варіантів, 1983);
- «Над морем» (1989);
- «Плітки» (1978);
- «Фантазія лісу» (1980-ті);
- «Весілля» (1980-ті);
- «Дорогою на ярмарок» (1980-ті);
- «Богородиця» (1980-ті);
- «Предки» (1983);
- «Народний танець» (1987);
- «Селянська хата» (1988);
- «Танець» (1989).

Ілюстрував дитячий журнал «Веселка», пластові журнали «Юнак», «Готуйсь», жіночий журнал «Наше Життя». Робив шаржі і карикатури до батькового «Лиса Микити». 1966 року проілюстрував хрестоматію «1000-ліття Руси-України», видання Світового конгресу вільних українців, а у 1971 році, спільно з Юрієм, — багатотиражне видання Об'єднання українських педагогів Канади «Мій перший словник».
1979 року, з батьком і братом, розмалював «Українську кімнату» у Вейнському університеті (карта України з мотивами національної історії). Самостійно виготовив дві мозаїки у місті Воррені: образ для вітальні пансіонату «Ukrainian Village» та образ Матері Божої з українськими дітьми для середньої школи.
Брав участь у мистецьких виставках у США і Канаді з 1964 року. 1989 року здобув Першу нагороду на конкурсі етнічного мистецтва у штаті Мічигані.
Твори художника зберігаються у приватних колекціях та у Музеї етнографії та художнього промислу у Львові.